# Proxima Centauri
Pour l’article homonyme, voir Alpha Centauri (homonymie).
Proxima du Centaure • Alpha Centauri C
Désignations
Alpha Centauri C (en abrégé α Cen C, parfois ACC), ou en français Alpha du Centaure C, est le système planétaire le plus proche du système solaire au sein de la Voie lactée. Il se situe à 4,244 années-lumière du Soleil (et donc de la Terre) dans la constellation du Centaure. C'est une des trois composantes qui forment le système Alpha Centauri avec le couple central Alpha Centauri A et B.
L'objet primaire du système est l'étoile centrale, nommée Proxima Centauri (latin pour « [l'étoile] du Centaure la plus proche »), en français Proxima du Centaure, ou encore simplement Proxima, car il s'agit de l'étoile la plus proche de la Terre après le Soleil. C'est une naine rouge de magnitude apparente 11,05, dont le rayon est environ une fois et demi celui de Jupiter et la masse un huitième de celle du Soleil.
Des planètes tournent autour de cette étoile. Parmi elles, Proxima Centauri b possède une masse minimale de 1,3 masse terrestre et est en orbite dans la zone habitable de l'étoile. De plus, une, voire trois ceintures de poussière, ont été découvertes.

## Découverte
Proxima Centauri a été découverte en 1915 par l'astronome britannique Robert T. A. Innes, alors qu'il était le directeur de l'observatoire de l'Union à Johannesbourg en Union d'Afrique du Sud.

## Désignations et nom
Le nom Proxima Centauri a été proposé par Innes lui-même, en 1917, mais sous la forme Proxima Centaurus. Le latin Proxima Centauri signifie « la plus proche [étoile] du Centaure ». Le nom est validé par l'Union astronomique internationale depuis le 20 juillet 2016,.

## Caractéristiques

### Luminosité et caractéristiques spectrales
Proxima Centauri est une étoile de type naine rouge car elle est située sur la séquence principale sur le diagramme de Hertzsprung-Russell et son type spectral est M5.5 Ve. Sa magnitude absolue est de 15,48. Sa luminosité totale est égale à 0,17 % de celle du Soleil mais dans le domaine des longueurs d'onde appartenant à la lumière visible sa luminosité n'est égale qu'à 0,0056 % de celle du Soleil. En effet, 85 % de la lumière qu'elle rayonne se situe dans le domaine des longueurs d'onde de l'infrarouge.
Sa magnitude apparente (11,05) est très faible, ce qui est typique des naines rouges qui sont toutes trop faibles pour être visibles à l'œil nu.

### Distance et diamètre
En se basant sur la parallaxe, mesuré à 772,33 ± 2,42 millisecondes d'arc (mas) par le satellite Hipparcos puis ramené à 768,5 ± 0,2 mas par  Gaia, Proxima Centauri est située à une distance d'environ 4,244 années-lumière (al) du Système solaire,, soit 270 000 unités astronomiques (ua). Par comparaison, Pluton, à son aphélie, se trouve à 49 ua du Soleil.

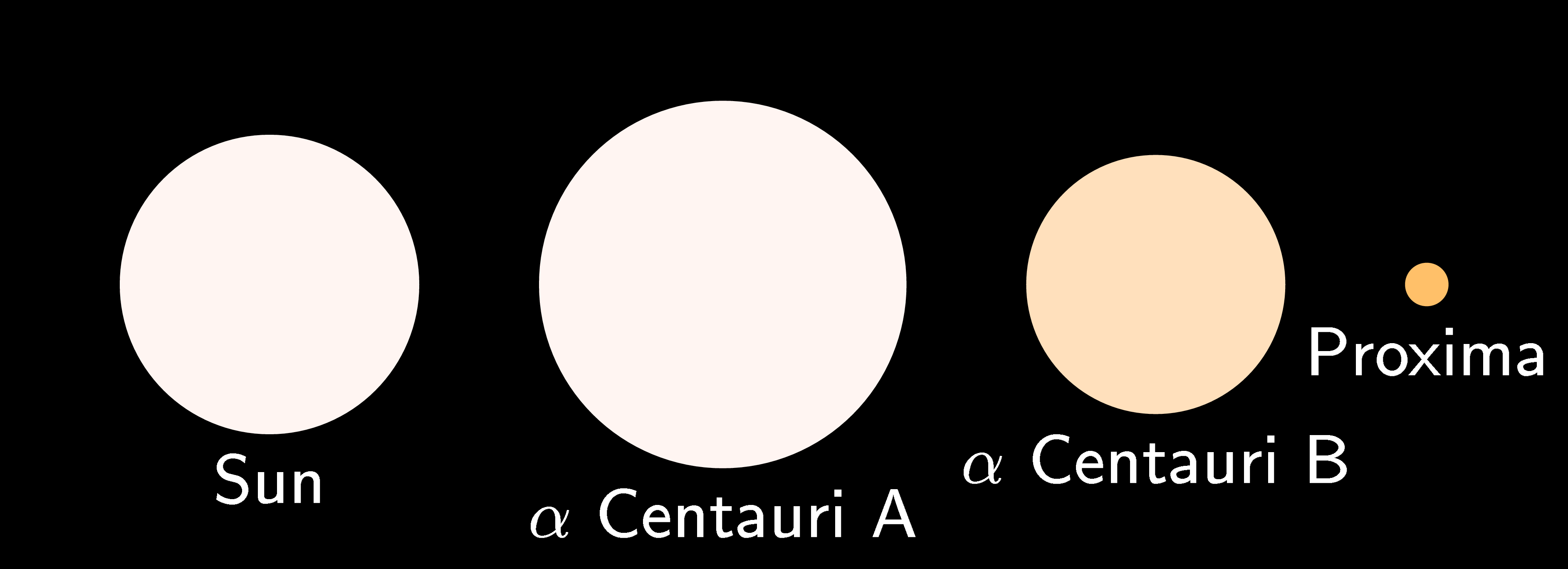
Comparaison de la taille de différentes étoiles (de gauche à droite : le Soleil, α Centauri A, α Centauri B et Proxima Centauri).

En 2002, le VLT mesure le diamètre angulaire de Proxima Centauri : environ 1,02 ± 0,08 mas. Comme l'on connaît sa distance, on peut dès lors déterminer son diamètre réel : environ 1/7e de celui du Soleil ou 1,5 fois celui de Jupiter, soit ~ 200 000 km.

### Masse
En utilisant un rapport masse/luminosité proche du Soleil, la masse de Proxima Centauri est estimée à environ 12,3 % de celle du Soleil (soit environ 8 fois moins) ou 129 fois celle de Jupiter. Cette estimation est cependant indirecte. Une estimation directe de la masse grave de l'étoile est publiée en juillet 2018 à la suite de l'étude de deux événements de lentille gravitationnelle dont Proxima était justement la lentille. La masse est alors estimée à 0,150+0,062
 −0,051 masse solaire.

### Densité et structure
On en déduit une masse volumique moyenne de 56 800 kg/m3 (densité 56,8), nettement supérieure aux 1 409 kg/m3 (densité 1,409) du Soleil. À cause de sa faible masse, l'intérieur de l'étoile est entièrement convectif. L'énergie produite à l'intérieur de celle-ci est donc transmise vers l'extérieur par les mouvements physiques du plasma et non par radiation. Par conséquent, l'hélium produit par fusion thermonucléaire ne s'accumule pas au centre de l'étoile, mais circule à l'intérieur de celle-ci. Alors que le Soleil n'aura consommé que 10 % de ses réserves d'hydrogène lorsqu'il quittera la séquence principale, Proxima Centauri en consommera une proportion plus importante avant que la fusion nucléaire de l'hydrogène ne prenne fin.
Ce phénomène de convection engendre un champ magnétique permanent. L'énergie magnétique engendrée par ce champ est libérée sous forme d'éruptions stellaires analogues aux éruptions solaires qui accroissent considérablement la luminosité totale de l'étoile. Ces éruptions peuvent atteindre des dimensions de la taille de l'étoile et faire s'élever la température du plasma de 1 à 5 millions de kelvins, suffisant pour qu'il puisse y avoir émission de rayons X.
La chromosphère de cette étoile est active et son spectre présente une forte raie de magnésium ionisé à une longueur d'onde de 280 nanomètres. Environ 80 % de la surface de Proxima Centauri est active, ce taux est bien plus élevé que celui de la surface du Soleil même au moment du pic de son cycle solaire. Même durant les périodes de faible activité, la température de sa couronne s'élève à 3,5 millions de kelvins contre 2 millions pour celle du Soleil. Cependant, l'activité de cette étoile est relativement faible si on la compare à celle d'autres naines rouges. Mais ceci concorde avec l'âge élevé, estimé à plusieurs milliards d'années, de Proxima Centauri, conduisant à une diminution progressive de la vitesse de rotation de l'étoile.
Proxima Centauri a un vent stellaire relativement faible, entraînant une perte de masse dont le taux est égal à 20 % de celui du Soleil. Mais compte tenu du fait qu'elle est plus petite, la perte de masse par unité de surface est environ 8 fois supérieure à celle du Soleil.

### Évolution future
Proxima Centauri, en tant que naine rouge, et d'après sa masse, devrait rester sur sa séquence principale pendant au moins 1 000 milliards d'années, voire jusqu'à près de quatre fois cette période. Au fur et à mesure que la proportion d'hélium augmentera au sein de l'étoile à cause de la fusion de l'hydrogène, celle-ci deviendra de plus en plus petite et plus chaude et sa couleur passera progressivement du rouge au bleu. À la fin de cette période, Proxima Centauri deviendra nettement plus brillante et sa luminosité atteindra 2,5 % de celle du Soleil, ce qui réchauffera considérablement son système planétaire pendant des milliards d'années, avant sa fin. Une fois que tout l'hydrogène aura été épuisé, l'étoile évoluera en une naine blanche mais sans passer par la phase géante rouge.

## Distance et mouvement

Distances des étoiles les plus proches, de 20000 ans auparavant à 80000 ans dans le futur. Proxima Centauri est représentée par la courbe jaune clair.

Proxima Centauri est depuis 32 000 ans l'étoile la plus proche du Soleil et le sera pendant encore 33 000 ans, après quoi l'étoile la plus proche sera Ross 248. Proxima sera au plus près du Soleil dans environ 26 700 ans et elle en sera alors distante de 3,2 al. Proxima tourne autour du centre galactique à une distance variant entre 8,3 et 9,5 kiloparsec (kpc), et avec une excentricité orbitale égale à 0,07.

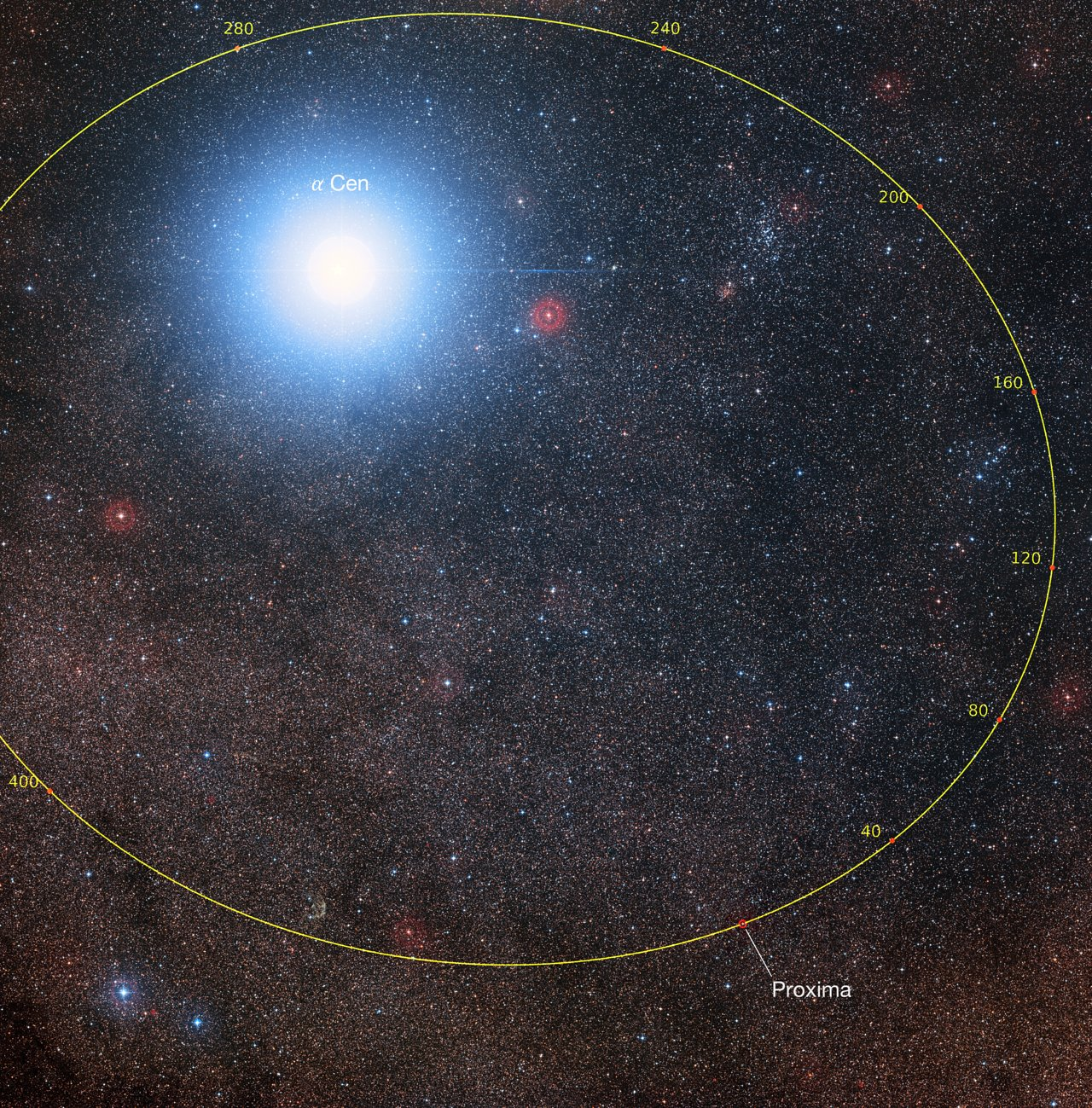
Visualisation de l'orbite de Proxima Centauri comme actuellement vue de la Terre.

Proxima Centauri est éloignée de 13 000 ua de la paire centrale du système Alpha Centauri, c'est-à-dire à environ 1/20e de la distance entre Alpha Centauri et le Soleil. Elle est en orbite autour de cette étoile double (Alpha Centauri A et Alpha Centauri B), avec une période de 547+66−40 milliers d'années avec une excentricité de 0,5 ± 0,08 ; Proxima Centauri s'approche à 4 300+1 100−900 ua au périastre et s'en éloigne à 13 000+300−100 ua à l'apoastre. À notre époque, Proxima Centauri se situe près du point le plus éloigné de son orbite.
Cet éloignement important de Proxima Centauri du système de la paire centrale fait que son orbite a été difficile à déterminer ; il a fallu des décennies d'observations après sa découverte pour la préciser. Cette association, qui a été soupçonnée dès la découverte de Proxima Centauri, est donc réelle car tous se déplacent d'un mouvement commun (quasi-parallèle) à travers l'espace. Proxima Centauri n'est pas une simple étoile de passage du couple central, contrairement à ce qu'ils sont pour le Soleil. Pour cette raison, Proxima est parfois appelée Alpha Centauri C.
En raison de sa proximité, Proxima Centauri a souvent été présentée comme la destination la plus évidente pour un premier voyage interstellaire.

## Système planétaire

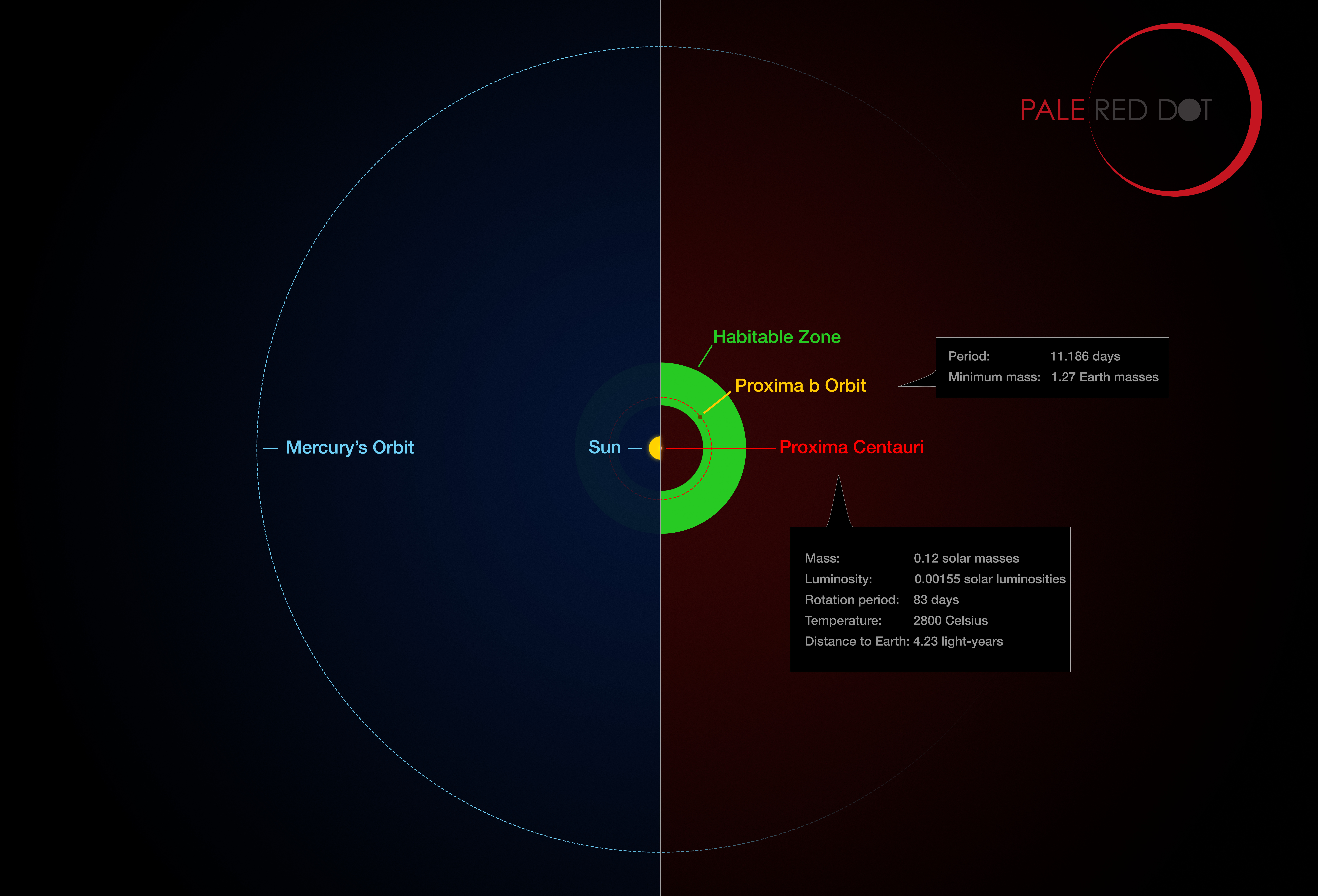
Comparaison des orbites de Proxima Centauri et ses planètes au système solaire.

### Proxima Centauri b
Proxima Centauri b ou, plus simplement, Proxima b, est une planète en orbite (à 0,05 ua) dans la zone habitable de Proxima Centauri. Sa découverte a été officiellement annoncée le 24 août 2016 par l'Observatoire européen austral (ESO),.
La planète a été détectée par la méthode des vitesses radiales à partir de données collectées avec les spectrographes HARPS et UVES,.
Avec une masse minimale d'environ 1,3 masse terrestre, Proxima Centauri b serait une planète rocheuse de masse légèrement supérieure à celle de la Terre,. Sa température d'équilibre serait compatible avec la présence d'eau à l'état liquide en surface. Elle a été détectée par le programme Pale Red Dot (« Point rouge pâle » en anglais).
Cela faisait seize ans que les astronomes analysaient des données de variations de vitesse radiale de l'étoile, provenant de plusieurs télescopes différents. En effet[style à revoir][Interprétation personnelle ?], pouvoir annoncer la présence d'une exoplanète implique un grand nombre de valeurs concordantes, sinon les variations dans les mesures pourraient être dues à des parasitages des données[réf. nécessaire]. On[Qui ?] estime sa température de corps noir à -40 °C (contre -18 °C pour la Terre), c'est-à-dire que la température de Proxima Centauri b en supposant qu'elle n'ait pas d'atmosphère serait de -40 °C[réf. nécessaire].

### Proxima Centauri c, une super-Terre candidate
L'existence d'une seconde planète en orbite autour de Proxima Centauri n'est pas exclue. Il pourrait s'agir d'une super-Terre dont la période de révolution autour de la naine rouge serait supérieure à celle de Proxima Centauri b. L'analyse, en 2019, de 17 années de données de vitesse radiale de Proxima Centauri a permis de déterminer un signal présentant une période de 5 ans, qui correspondrait à la période orbitale de cette seconde planète désignée Proxima Centauri c. Elle ferait au minimum 6 fois la masse de la Terre,.

### Proxima Centauri d
En 2022, une équipe de l'Observatoire européen austral annonce avoir détecté l'existence d'une autre planète, nommée Proxima Centauri d, avec le Très Grand Télescope. Il s'agit d'une planète très peu massive, jamais observée auparavant, avec une masse équivalente à un quart de celle de la Terre. Celle-ci orbite autour de Proxima Centauri, à une distance de 4 millions de km, en seulement 5 jours. Cette distance serait trop proche de son étoile pour que la planète soit habitable.

### Ceinture interne?
Des observations du système avec ALMA à 1,3 millimètre de longueur d'onde semblent révéler la présence d'une ceinture de poussière à environ 0,5 ua de l'étoile,.

### Ceinture intermédiaire
Des observations du système avec ALMA à 1,3 millimètre de longueur d'onde révèlent la présence d'une ceinture de poussière entre environ 1 et 4 unités astronomiques de l'étoile. Étant donné la faible luminosité de l'étoile, la ceinture aurait une température caractéristique de 40 K (environ -230 °C), comparable à celle de la ceinture de Kuiper dans le système solaire. Sa masse totale, comprenant la poussière et les objets jusqu'à une taille de 50 km, est estimé à environ 0,01 fois celle de la Terre, similaire là aussi à celle de la ceinture de Kuiper.

### Source compacte à 1,2 seconde d'arc
Des observations du système avec ALMA à 1,3 millimètre de longueur d'onde semblent révéler, à 4 sigmas, la présence d'une source d'émission compacte à environ 1,2 seconde d'arc de l'étoile. Si l'objet fait partie du système, ce qui n'est pas prouvé pour le moment, il se situerait à 1,6 ua de l'étoile. La nature de cette source est inconnue à l'heure actuelle (novembre 2017) : il pourrait s'agir de la partie la plus brillante d'un autre disque de poussières dont la majeure portion est sous le seuil de détection d'ALMA, des anneaux d'une géante gazeuse de période orbitale supérieure à 5,8 années ou encore d'une galaxie présente en arrière-plan dans le cas où la source ne ferait pas partie du système.

### Ceinture externe?
Des observations du système avec ALMA à 1,3 millimètre de longueur d'onde semblent révéler la présence d'une ceinture de poussière très froide à environ 30 unités astronomiques de l'étoile, mais des observations supplémentaires seront nécessaires pour la confirmer. Cette ceinture aurait une température d'environ 10 K. Elle serait inclinée d'environ 45 degrés sur le plan du ciel. Sa masse totale, comprenant la poussière et les objets jusqu'à une taille de 50 km, est estimé à environ 0,33 fois celle de la Terre.

## Dans la culture populaire
Dans le roman Terre en fuite de Francis Carsac, publié en 1960, l'humanité d'un très lointain futur, menacée par la prochaine explosion du soleil, équipe la Terre de propulseurs géants pour échapper à la destruction et trouver un système solaire accueillant... et inoccupé.
Dans le roman Le Dieu venu du Centaure de Philip K. Dick, publié en 1965, un astronaute revient dans le Système solaire, en provenance de Proxima du Centaure, possédé par une entité mauvaise qui est peut-être un dieu ou peut-être une forme de vie intelligente avancée (exo-humain, extraterrestre, etc.).
Le jeu Civilization en fait un objectif pour l'obtention d'une victoire scientifique et point de départ d'une nouvelle partie.
Dans le roman Le problème à trois corps de Liu Cixin, les Trisolariens qui planifient la conquête du système solaire quatre cents ans à l'avance, le temps de leur long voyage, proviennent d'Alpha du Centaure : la trajectoire chaotique de leur planète originelle la rendant inhospitalière au sein de ce système comprenant trois étoiles.
Dans la nouvelle La Terre errante de Liu Cixin, adaptée au cinéma par Frant Gwo sous le titre de The Wandering Earth, les humains, confrontés à l’imminence de la fin de vie du Soleil, « motorisent » la planète Terre pour l’arracher au système solaire, en quête d’un nouveau soleil. Ce sera Proxima ou une des deux autres étoiles de ce système. Le voyage est censé durer 2 500 ans.
Dans le jeu vidéo Starfield de Bethesda Game Studios, Alpha du Centaure est le premier système colonisé par les humains après le système solaire et siège de l'Union coloniale, sur la planète Jemison.